# Rysk-turkiska kriget (1568–1570)
Rysk-turkiska kriget (1568–1570) lade grunden till början av flertal konflikter som kom att vara mellan det osmanska riket och det ryska imperiet. År 1556 erövrade Ivan den förskräcklige och hans väldiga ryska arméer Astrachankhanatet. Den dåvarande osmanske sultanen Selim II besvarade detta genom att anfalla Azov med en flotta. Detta misslyckandes dock, då flottan förintades av en väldig storm.  År 1570 bad Ivan IV om ett fredsfördrag med sultanen, vilket godkändes.